# Ángeles Muñoz (cantante)
María Ángeles Muñoz Dueñas (Madrid, 20 de agosto de 1974), más conocida como Ángeles Muñoz, es una cantante, vocalista y compositora española, integrante del grupo musical Camela.

## Carrera
Nació en Madrid, donde vivió su infancia. Dioni, Ángeles y Miguel Ángel eran tres adolescentes que intentaban sobrevivir en su barrio con sus humildes puestos de trabajo. Pero además de su amistad, compartían la afición por la música, por lo que en su tiempo libre solían reunirse para tocar y cantar canciones de aquellos artistas que admiraban. En 1990 ella y sus compañeros se animaron a realizar una maqueta de producción casera "Tinieblas" la cual repartieron entre amigos y familiares pero nunca llegó a comercializarse.

### Comienzos
Más tarde, en 1992 decidieron componer algunos temas propios para grabarlos en una maqueta que titularon "Junto a mí". Necesitaron reunir 200.000 pesetas que a ninguno les sobraban, esperando poder vender unas cuantas casetes para recuperar parte del dinero. Con la ayuda de sus familias y amigos publicaron una segunda maqueta «Me gustan tus ojos», la cual obtuvo tanto o más éxito que la anterior, pues se vendían y se agotaban por semanas a pesar de no salir del circuito de gasolineras, mercadillos y bares. Esta demanda por parte del público fue aumentando de tal manera que Alfonso Corral, dueño de una pequeña discográfica independiente, se fijó en ellos y les ofreció un contrato para el que sería su primer álbum oficial: Lágrimas de amor, su primer CD aunque también fue editado en formato casete. Ante la expectación que tuvo Lágrimas de amor, Producciones AR reeditó los casetes «Junto a mí» y «Me gustan tus ojos» que se vendieron de forma masiva en mercados, gasolineras y puntos de venta de carretera.

### Vocalista de Camela y discográfica AR (1994-1999)
Con Lágrimas de amor, Camela se consolidaba dentro del panorama musical español. Su fórmula era sencilla, canciones compuestas por Miguel Ángel que narraban pequeñas historias de amor y desamor desde lo cotidiano, voces aflamencadas en una estructura pop, acompañados de unos teclados y programaciones tecno.
Sorprendidos por el éxito alcanzado, lanzan en 1995 Sueños inalcanzables manteniéndose durante más de 50 semanas entre los más vendidos. La música de Camela era cada vez más popular gracias al boca a boca de la gente, hasta tal punto que crearon escuela en multitud de grupos que intentaron abrirse camino con este estilo e incluso con su estética. En 1996, tras una gira agotadora y ante la dificultad de producir un nuevo repertorio, volvieron a grabar aquellos temas de sus maquetas que hicieron con tanta ilusión como pocos recursos, para ofrecer a sus seguidores Sus 12 primeras canciones.
Al año siguiente ve la luz un esperado Corazón indomable, que por primera vez en la historia del grupo se planta en el número uno de la lista AFYVE durante un mes, desbancando a artistas de renombre nacional e internacional. La crítica tuvo que reconocerlos como algo verdaderamente revolucionario, pues vieron como un grupo que había empezado desde cero, siempre discriminados por la prensa y emisoras de radio, llegaba a lo más alto, amparándose solamente en la ley de la calle. Este fenómeno provocó revuelo entre las multinacionales, que empezaron a ofrecerles contratos millonarios.
El 1998 deparaba dos nuevos discos, ”Camela Dance”, que versionaba los temas que más fuerte habían pegado, y otro inédito Solo por ti, en el cual se escuchaba a unos Camela más maduros y fieles a ellos mismos. Antes de aparecer físicamente en las tiendas, de este disco se habían distribuido unas 160.000 copias, cifra que se fue incrementando desde su lanzamiento.
El trío había fichado por la multinacional EMI Hispavox, pero su contrato con AR no finalizaba. Salía en 1999 No puedo estar sin él, disco considerado por algunos fanes como el hijo bastardo del grupo, ya que mezcla temas nuevos con otros desechados de los anteriores proyectos, con el fin de acelerar el cumplimiento de dicho contrato. Su mayor novedad recae en el debut de Dioni como autor de un tema y otros dos compuestos por Javier Labandón de El Arrebato.

### Discográfica EMI (2000-2011)
En primavera del año 2000 aparece en el mercado Simplemente amor, un proyecto en el que los fanes temían cambios demasiado drásticos al venir de la mano de una multinacional. No obstante, el trabajo mantenía la esencia del grupo, con una calidad mejorada, sonido depurado y cambio de look de la vocalista.
En 2001 viajan a tierras chilenas para promocionarse en una feria de música. Su sorpresa fue que allí ya les conocían y en su primera aparición en el Paseo Ahumada de Santiago de Chile, se aglomeraron unas 20.000 personas que la policía apenas podía controlar.8 9 Más tarde ofrecieron un concierto en el estadio de Santa Laura en la misma ciudad. En otoño lanzan Amor.com, y vuelven a batir récords en ventas con 400.000 ejemplares sumados a los más de 4 millones de discos que ya habían vendido, motivo por el cual se les había otorgado el disco de diamantes. Ese mismo año Ángeles participa en la gala "Hay que volver a empezar", programa de televisión que reunió a varios artistas españoles que apoyan y condenan la violencia de género.
En el siguiente álbum Por siempre tú y yo Miguel Ángel cede la composición a Ángeles y a Rubén, hijo adolescente de Dioni, dándole un aire fresco y renovado a sus canciones.
Al cumplir 10 años como grupo consagrado en 2004, deciden celebrarlo con otro álbum inédito, 10 de corazón, en el que incluyen un DVD como regalo a sus seguidores. Al año siguiente publican un doble recopilatorio “Camela Oro”, de temas editados con EMI, y se embarcan en una nueva gira de presentación, promoción en televisión, firmas. Lo habitual de cada año y cada disco.
Vuelven a ser noticia en 2006 con Se Ciega X Amor, y en 2007 con Te Prometo El Universo, siguiendo su estela de disco por año. En este primero cabe destacar la participación de José Luis Cantero El Fary en el tema «Mi viaje», siendo su última colaboración un año antes de fallecer, también la de un coro góspel junto a la cantaora Juana Salazar (La Tobala) en la canción «Se ciega por amor».
En 2008 publican Laberinto De Amor, un trabajo que combina el sonido más característico del trío con aires de estilos actuales como jazz, pop andaluz, ambient y rock.
En 2009 Camela cumple 15 años y apuestan por un grandes éxitos que titulan Dioni, Ángeles y Miguel, el CD contiene tres temas inéditos compuestos por cada uno de los integrantes, también preparan una gira que dura todo el verano y otoño de 2009 y gran parte del año 2010. En uno de estos conciertos actúan por primera vez en un teatro, el Teätro Häagen-Dazs Calderón de Madrid donde invitan a artistas como El Arrebato, Los Chichos, María Toledo, Valderrama, Cómplices, entre otros.
La Magia del Amor es el nombre del álbum de Camela, publicado en mayo de 2011 que trae consigo varios cambios, ya que esta vez no han trabajado con su productor habitual Daniel Muneta, sino con el músico Jacobo Calderón. Camela inicia una gira de presentación que abarcará todo el año 2011 y todo el año 2012, a la vez que van preparando y maquetando los temas para su próximo disco que saldrá en la primavera de 2013.

### Discográfica Warner Music Group (2014-presente)
En junio de 2014, Camela publica Más de lo que piensas, su penúltimo álbum, en el que Ángeles compone cinco de los diez temas del tracklist, producidos por Miguel Ángel Collado y con cambio de compañía discográfica, Warner Music Group, S. L. En junio de 2017  Camela publica el hasta ahora su último álbum Me meti en tu corazón donde Ángeles vuelve a componer parte de los temas.

## Discografía
| Año  | Título                    | Discográfica          |
| ---- | ------------------------- | --------------------- |
| 1994 | Lágrimas de Amor          | Producciones AR. S.L. |
| 1995 | Sueños inalcanzables      | Producciones AR. S.L. |
| 1996 | Sus 12 primeras canciones | Producciones AR. SL.  |
| 1997 | Camela                    | Producciones AR. S.L. |
| 1997 | Corazón Indomable         | Producciones AR. S.L. |
| 1998 | Solo por ti               | Producciones AR. S.L. |
| 1998 | Camela Dance              | Producciones AR. S.L. |
| 1999 | No puedo estar sin él     | Producciones AR. S.L. |
| 2000 | Simplemente amor          | EMI                   |
| 2001 | Amor.com                  | EMI                   |
| 2003 | Por siempre tú y yo       | EMI                   |
| 2004 | 10 de corazón             | EMI                   |
| 2005 | Zona para bailar          | EMI                   |
| 2005 | Camela Oro                | EMI                   |
| 2005 | Camela Plata              | EMI                   |
| 2006 | Se ciega x amor           | EMI                   |
| 2007 | Te prometo el universo    | EMI                   |
| 2008 | Laberinto de amor         | EMI                   |
| 2011 | La magia del amor         | EMI                   |
| 2014 | Más de lo que piensas     | Warner Music Group    |
| 2017 | Me metí en tu corazón     | Warner Music Group    |

## Otros trabajos

### Colaboraciones
- 2000: "La gallina co co ua" con Enrique del Pozo (con Camela)
- 2001: "Hay que volver a empezar" Varias artistas Disco benéfico (con Ángeles)
- 2004: "Mi gente" con El Arrebato (con Camela)
- 2005: "Entre mil dudas" con Fangoria (con Camela)
- 2003: "Del Sur a Cataluña" con Pepe de Lucía (con Camela)
- 2008: "La distancia se ha hecho olvido" con La Húngara (con Camela)
- 2008: "Sea como sea" con Los Chichos (con Camela)

### Cine y TV
- 2007: Ekipo ja.
- 2008: Los Serrano.
- 2012 – 2013: Tu cara me suena . 7.ª. clasificada
- 2016: Levántate All Stars
- 2017: Fantastic Dúo'  * 2020 ', ,, Señoras de hampa como ella misma 1 episodio

- Datos: Q6173699